# Melias da Arménia
Melias da Arménia(PE) ou Armênia(PB) (em grego: Μελίας; romaniz.: Melías; em armênio/arménio: Մլեհ; morto em Sis, a 15 de Maio de 1175) foi príncipe arménio da Cilícia, sucedendo ao seu sobrinho Ruben II depois do o assassinar. Era filho do primeiro casamento de Leão I da Arménia com uma mulher chamada Beatriz, provavelmente filha de Gabriel de Melitene ou de Hugo I de Rethel com Melisende de Montlhéry.
Depois de derrotado pelo imperador bizantino João II Comneno em 1138, Leão foi aprisionado em Constantinopla com dois dos seus filhos, meios-irmãos de Melias: Ruben e Teodoro II. Melias e o seu irmão Estêvão refugiaram-se com o seu primo Joscelino em Edessa e só voltariam à Cilícia em 1143, quando Teodoro II se evadiu da prisão e começou a reconquista dos territórios do pai.
En 1164 tentou assassinar Teodoro para usurpar o trono, mas o atentado foi descoberto antes de ser executado. Melias refugiou-se em Antioquia, onde tentou aderir à Ordem dos Templários, para depois partir para a Alepo, onde se colocou ao serviço de Noradine e, segundo alguns relatos, se converteu ao Islão.
Noradine apoiou as ambições de Melias e, após a morte de Teodoro em 1169, forneceu-lhe um exército para tomar a Cilícia, governada pelo regente Tomás (seu primo) em nome do menor Ruben II. Tomás não conseguiu resistir e fugiu para o Principado de Antioquia, onde foi assassinado às ordens de Melias. Ruben fora deixado aos cuidados do católico São Narses IV, o Gracioso em Hromgla. Narses foi assassinado por agentes de Melias em 1169, Ruben no ano seguinte, e Melias subiu ao trono.
O seu reinado foi encarado negativamente pelos arménios devido à aliança com Noradine, e à sua política contra os estados cruzados - entre outras acções, em 1171 atacou as forças lideradas por Estêvão I de Sancerre, que ia abandonar a Terra Santa, e exigiu um resgate pela sua libertação. Mas foi esta aliança que permitiu que os arménios concluíssem a conquista da Cilícia, eliminando a presença bizantina. Em 1173 retomou as cidades de Adana, Mamistra e Tarso, e obteve o que o meio-irmão Teodoro nunca tinha conseguido: o reconhecimento de Manuel I Comneno como soberano do Principado Arménio da Cilícia.
Melias casou-se com uma filha de Basílio de Gargar, da família Surena-Palavuni, com Maria de Lampron. De uma amante nasceu um filho, Gregório, que foi cegado em 1175 e morreu em 1209. No governo do principado, Melias obteve reputação de se dedicar a todo o tipo de extorsão e tirania, acumulando muitas riquezas. Contrariados também pela aliança aos muçulmanos, os seus barões assassinaram-no em Sis a 15 de Maio de 1175, oferecendo o trono ao seu sobrinho Ruben III.